# Юйг, Себастьян
Себастьян Юйг (фр. Sébastien Huyghe)  — французский политик, бывший депутат Национального собрания Франции, член партии Республиканцы.

## Биография
Родился 25 октября 1969 году в г. Бетюн (департамент Па-де-Кале). По профессии нотариус. На выборах в Национальное собрание 2007 года выиграл голосование по 5-му избирательному округу департамента Нор, получив во втором туре 51,09 % голосов. В марте 2008 года возглавил список правых на муниципальных выборах в Лилле; во втором туре уступил Мартин Обри, получив 33,4 % голосов.
Во время выборов в Национальное собрание 2012 года в третий раз выиграл голосование по 5-му избирательному округу департамента Нор.
В декабре 2015 года Себастьян Юйг по списку правых был избран в Совет региона О-де-Франс, где занял пост вице-президента по вопросам обучения.
В июне 2017 года вновь выиграл  выборы по 5-му избирательному округу департамента Нор, став одним из четырех действовавших депутатов от департамента, сохранивших свои мандаты. В Национальном собрании был членом Комиссии по конституционному законодательству и общему управлению. После переизбрания, в силу требований закона о невозможности совмещения мандатов, подал в отставку с поста вице-президента Совета региона О-де-Франс, оставшись советником. 
На съезде партии Республиканцы в 2017 году, на котором был избран президент партии, поддерживал Лорана Вокье. В октябре 2018 года он победил на выборах президента отделения партии в департаменте Нор, опередив сенатора и бывшего министра Марка-Филиппа Добресса.
В июне 2019 года постановлением Министерства юстиции получил статус нотариуса и приобрел нотариальное бюро в 12-м округе Парижа. В октябре того же года вошел в руководство партии в качестве члена комиссии по реформе устава.
На муниципальных выборах в Лилле в марте 2020 года во втором туре поддержал список партии Вперёд, Республика! вопреки позиции Марка-Филиппа Добресса, который возглавлял на тех же выборах список Республиканцев. В июне 2021 года вновь избран в Совет региона О-де-Франс.
На выборах в Национальное собрание в 2022 году в пятый раз баллотировался по 5-му избирательному округу департамента Нор, но смог получить в 1-м туре только 17,5 % голосов, занял четвертое место и во второй тур не прошел.

## Занимаемые выборные должности
15.03.1995 — 18.06.1995 — член муниципального совета коммуны Ла-Мадлен 

29.03.2004 — 16.03.2008 — член регионального совета Нор-Па-де-Кале

17.03.2008 — 01.09.2009 — член муниципального совета Лилля 

19.06.2002 — 21.06.2022 — депутат Национального собрания Франции от 5-го избирательного округа департамента Нор 

с 13.12.2015 — член Совета региона О-де Франс 
 
04.01.2016 — 22.07.2017 — вице-президент Совета региона О-де Франс